# آنا بارسامیان
آنا آلکساندری بارسامیان (ارمنی: Աննա Ալեքսանդրի Բարսամյան؛ انگلیسی: Anna Barsamian زادهٔ ۲۸ ژوئن ۱۹۱۵ - درگذشته ۱۱ اوت ۲۰۱۶) موسیقی‌شناس اهل ارمنستان بود. وی بین سال‌های - تا - میلادی فعالیت می‌کرد.

## زندگی‌نامه
وی در ۲۸ ژوئن ۱۹۱۵ در آلکساندراپول به دنیا آمد و از کنسرواتوار دولتی کومیتاس ایروان فارغ‌التحصیل گشت. وی عضو اتحادیه آهنگسازان ارمنستان بود. وی همچنین برندهٔ جوایزی همچون چهره هنری شایسته جمهوری ارمنستان؟ و چهره هنری شایسته ارمنستان شوروی (۱۹۸۳) شده است. وی در ۱۱ اوت ۲۰۱۶ در سن ۱۰۱ سالگی در ایروان درگذشت.

## یادداشت
1. ↑  Արվեստագիտության թեկնածու